# Barbinae
La sottofamiglia Barbinae comprende 707 specie di pesci d'acqua dolce appartenenti alla famiglia Cyprinidae.

## Generi
La sottofamiglia è divisa in 18 generi:
- Acrossocheilus
- Anchicyclocheilus
- Balantiocheilos
- Barbus
- Carasobarbus
- Clypeobarbus
- Dawkinsia
- Diptychus
- Kalimantaniana
- Kosswigobarbus
- Labeobarbus
- Luciobarbus
- Mesopotamichthys
- Neobarynotus
- Oreichthys
- Ospatulus
- Pethia
- Pseudobarbus
- Puntius
- Schizopyge
- Schizothorax
- Sinocyclocheilus
- Systomus